# Медіамистецтво

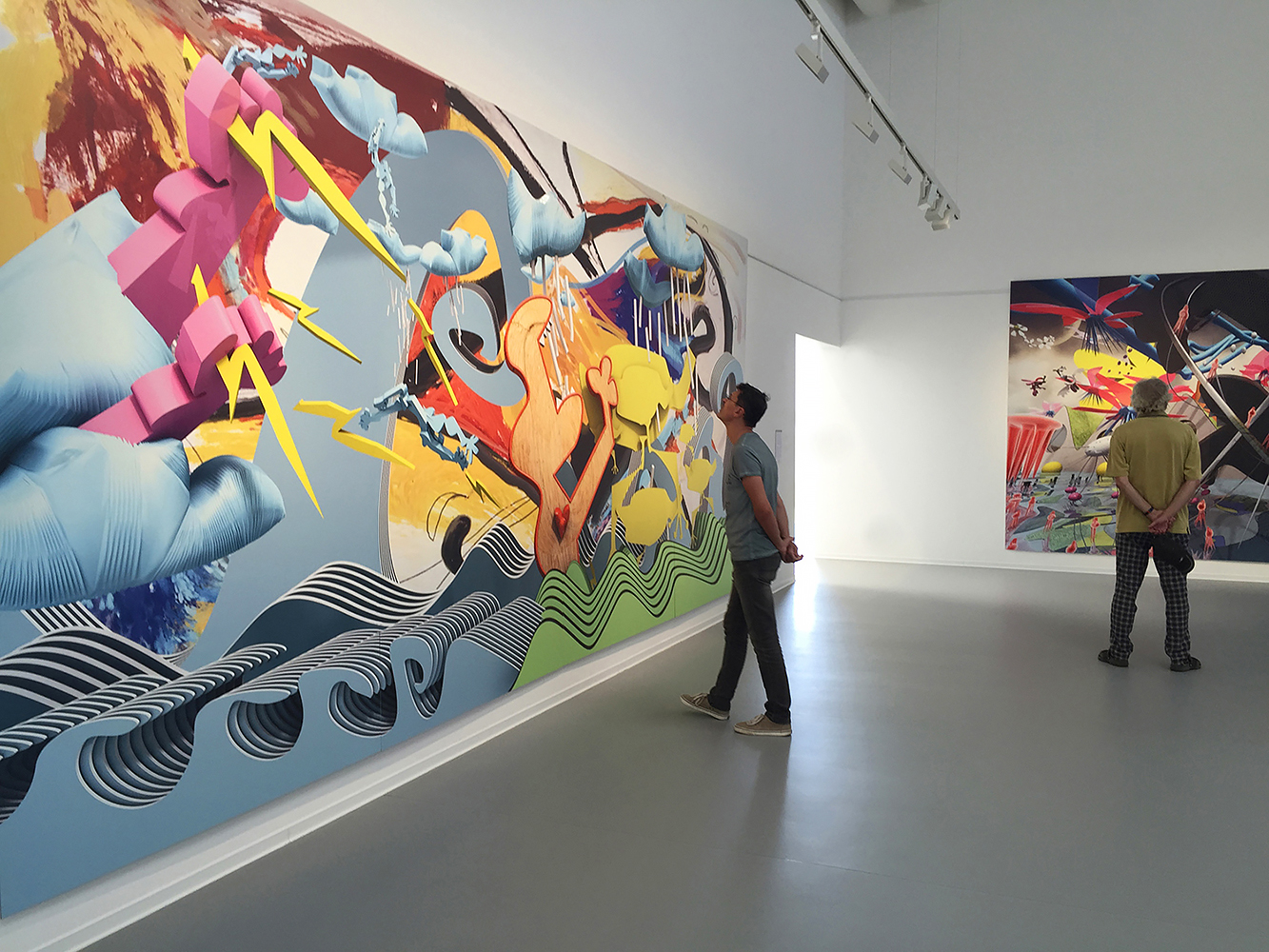
Роботи українського художника Степана Рябченко на 3-й Дунайської бієнале в Danubiana-Meulensteen Art Museum (2015)

Медіа-мистецтво, або ж медіа-арт (лат. medium — середина, посередник, і англ. art — мистецтво; синоніми — комп'ютерне мистецтво, кібер-арт) — вид сучасного мистецтва, для створення і демонстрації якого використовують сучасні інформаційні та комунікаційні, тобто медіа-технології, зокрема, інтернет. Це цифрові, віртуальні, біо- та мультимедійні технології, комп'ютерна анімація, відеоігри, робототехніка, 3D-друк, інтернет та ін.
В залежності від обраного засобу, розрізняють такі види медіа-арту як комп'ютерна графіка , відео-арт, нет-арт, саунд-арт, медіа-перформанс, медіа-інсталяція, електрографія (термін, запропонований УАЕМ), цифровий друк (або, з англійської, діджитал принт), гібридне мистецтво (будь-які синтетичні образи комп'ютерного походження — візуальні, звукові й тактильні, що задіяні у створенні віртуальної реальності). Поява нових засобів комунікації збільшує кількість назв видів творчості, як от мейл-, смс-, мобайл-арт і т.і.
Медіа-мистецтво часто передбачає інтерактивність, тобто взаємодію художника та спостерігача, а також спостерігача та твору мистецтва. Як зазначають деякі теоретики, такі форми взаємодії, участі та трансформації розширюють межі медіа-арту і відносять його до одного з напрямів сучасного мистецтва.

## Історія
Витоки медіа-мистецтва можна простежити за винаходами анімації кінця XIX століття, такими як зоотроп (1834), праксиноскоп (1877), а також зоораксископ Едварда Майбріджа (1879). Вплив на розвиток медіа-мистецтва був спричинений теоріями, що існують навколо гіпертексту, баз даних та мереж. Важливу роль у становленні медіа-мистецтва відіграли Веннівер Буш і Тед Нельсон, тоді як основні ідеї можна знайти в літературних творах Хорхе Луїс Борхеса, Італо Кальвіно та Хуліо Кортасара
У 1958 році Вольф Востоль стає першим художником, який використовує телевізор як частину свого твору. Його інсталяцію Black Room Cycle можна знайти в Берлінській галереї. Ця інсталяція використовує комп'ютерні коди для створення нескінченних потоків випадкових зображень, які ніхто не побачить.
Теоретичні засади  медіа-арту заклав Маршалл Маклуен  (1964), викладені  у книзі «Закони медіа», що вийшла після його смерті.
Протягом 1960-х років розвиток технологій відеозйомки дозволив створити медіа-артексперименти Нама Джуна Пайка та Вольфа Востела у вигляді інсталяції 6 TV Dé-coll/age, що датується 1963 роком та розміщена у галереї Смоліна в Нью-Йорку. Розвиток комп'ютерної графіки наприкінці 1980-х років та інтерактивних технологій в 1990-х роках у поєднанні з розповсюдженням Інтернету посприяли появі різноманітних форм інтерактивного мистецтва Кена Фейнґолда, Лінна Хершмана Лісона, Девіда Рокебі, Кен Рінальдо, Перрі Хобермана; телематичного мистецтва Роя Аскотта, Майкла Біліцького; Інтернет-арту Вука Чосича, Джоді; віртуального мистецтва Джефрі Шоу, Мориса Бенаюна, Моніки Флейшманна, Вольфганга Штрауса та міської інсталяції Рафаеля Лозано-Хеммера. У Женеві Centre pour l'Image Contemporaine спільно з паризьким Центром Жоржа Помпіду та Музеєм Людвіга в Кельні створили перший інтернет-відеоархів творів медіа-мистецтва.
Розвиток біотехнології також дозволив таким художникам як Едуардо Кач почати вивчати ДНК та генетику під призмою медіа-мистецтва.

## Засоби

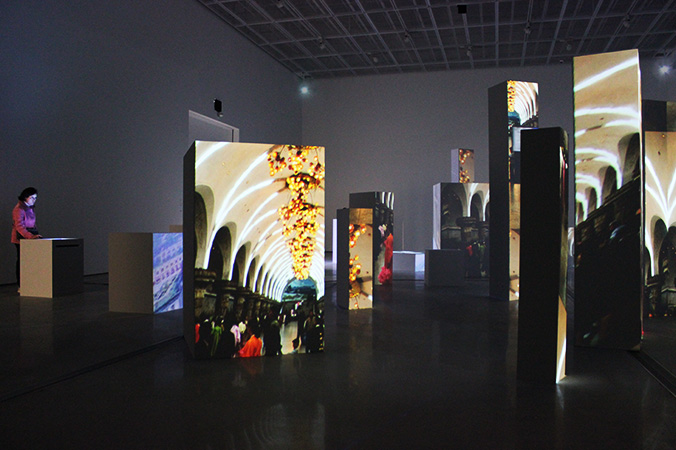
10 000 рухомих міст, Марк Лі, 2013 рік, Національний музей сучасного мистецтва Сеул, Корея

У книзі New Media Art  Марк Триб і Реена Джана назвали декілька засобів, якими користуються сучасні медіа-мистецтва, включно з комп'ютерним мистецтвом, співпрацею, ідентичністю, присвоєнням, відкритим джерелом, телеприсутністю, спостереженням, корпоративною пародією, а також інтервенцією та хактивізмом. У книзі Postdigitale Мауріціо Бологніні запропонував, щоб медіа-митці мали одну загальну ознаку, яка змогла б їх ідентифікувати в умовах постійних трансформацій та технологічного розвитку. Незважаючи на це, нове медіа-мистецтво не стає сукупністю однорідних практик, воно схоже на складне поле, що зближується з трьома основними елементами: 1) система мистецтва, 2) науково-промислові дослідження та 3) політико-культурний медіа-активізм.
Нелінійність можна розглядати як важливу тему нової форми медіа-мистецтва художників, які розробляють інтерактивні, генеративні роботи, такі як Джефрі Шоу або Морис Бенаюн. Сьогодні мистецтво виходить з лінійної форми і дозволяє людям будувати свій власний зв'язок із твором. Нелінійне мистецтво, зазвичай, вимагає участі аудиторії або, принаймні, включення «відвідувача» в обговорення відображуваного, що, в свою чергу, змінює твір. Цей аспект залучення аудиторії, який для деяких художників став невід'ємною частиною, виник з твору Happenings Алана Карпова і став перманентним компонентом сучасного мистецтва.
Взаємозалежність та інтерактивність Інтернету, а також боротьба між корпоративними, урядовими та суспільними інтересами, які сьогодні породжуються Інтернетом, зачаровують і надихають творців сучасного медіа-мистецтва.
Багато медіа-артпроєктів також працюють з такими темами, як політика та соціальна свідомість, що стає підтримкою для громадського активізму саме через інтерактивність нових медіа. Медіа-мистецтво містить в собі «дослідження коду та інтерфейсу користувача, архівів, баз даних та мереж; виробництво за допомогою автоматизованого очищення, фільтрації, клонування та рекомбінаційної техніки; застосування користувацьких матеріалів (UGC) медіа-платформи, вузькосмугових цифрових сайтів на „безкоштовних“ вебсайтах, які вимагають авторських прав, та провокаційні вистави, які втягують аудиторію як учасників процесу».
Поява 3D-друку представила новий міст для медіа-мистецтва, що з'єднує віртуальний та фізичний світи. Розвиток цієї технології дозволив художникам змішувати цифровий аспект медіа-мистецтва з традиційною фізичною формою скульптури. Першовідкривачем у цій галузі став художник Джонті Хурвітс, який за допомогою цієї техніки створив анаморфозну скульптуру.

## Довголіття
Оскільки технології, що використовуються для перенесення творів медіа-мистецтва, таких як плівка, стрічки, веббраузери, програмне забезпечення та операційні системи, стають застарілими, медіа-мистецтво стикається з серйозними проблемами, пов'язаними із завданням збереження творів. Сьогодні ведуться дослідження щодо варіативності збереження нових видів мистецтва, спрямовані на поліпшення документації нестабільної спадщини медіа-мистецтв.
Існують способи збереження,зокрема, переведення твору із застарілого середовища в сумісне нове середовище, цифрове архівування засобів масової інформації, а також використання емуляторів для збереження роботи залежно від застарілого програмного забезпечення або операційної середовища.
Близько середини 90-х років зберігання творів у цифровому форматі перетворилось на проблему. Цифрове мистецтво (рухомі зображення, мультимедіа, інтерактивні програми та комп'ютерне мистецтво) мають інші властивості, ніж фізичні твори мистецтва (масляні картини та скульптури). На відміну від аналогових технологій, цифровий файл може бути скопійований в нове середовище без погіршення вмісту. Одна з проблем збереження цифрового мистецтва полягає в тому, що формати постійно змінюються. На горизонті — застаріле використання флеш-накопичувачів та портативних жорстких дисків, оскільки дані все частіше зберігаються в хмарному сховищі.

## Медіа-мистецтво України

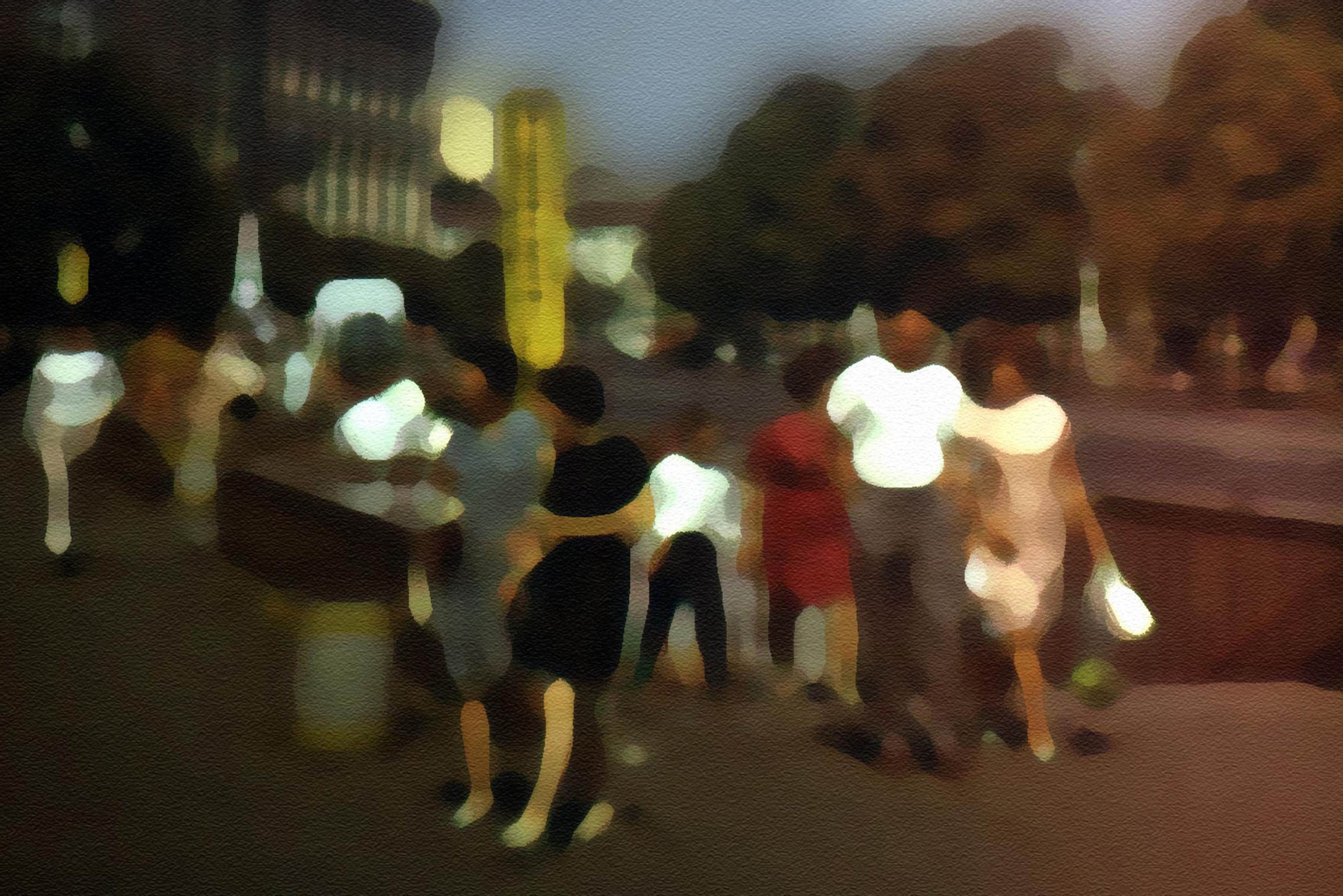
Цифрова метаграфія В. Харченка. «Київ». 2005

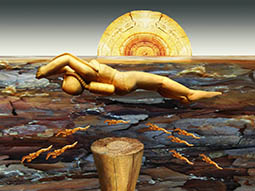
Олена Голуб. «Схід дерев'яного сонця-5», фотомонтаж (2010)

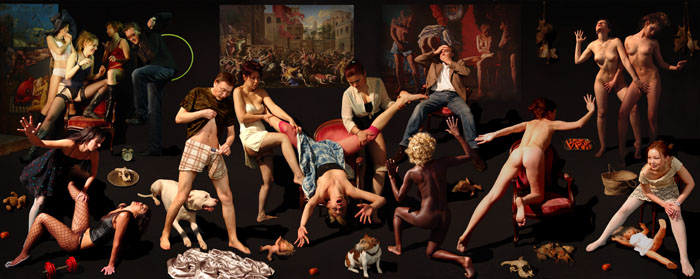
Антон Соломуха. «Червоний Капелюшок відвідала Лувр», фотоколаж (2008)

Українське медіа-мистецтво починало свій розвиток від фотографії й синтезу з іншими видами мистецтва. Наприкінці 60-х років харків'янин, тоді ще інженер, Борис Михайлов почав накладати зображення з двох плівок (серія «Вчорашній бутерброд»), які експонував під музику Pink Floyd. У 70-х роках кібернетик і фотограф Микола Недзельський, частково з комп'ютерною підтримкою, почав створювати «Відео-палімпсести» (1972), фільми з ускладненою колажністю (переважно світло-кольору, безпредметності й звуків), з додатковою слайд-проєкцією. Митець Юрій Зморович створив анімацію «Поліморфія», монохромну трансформацію ліній і форм (1975). Перші твори, виконані на комп'ютері за допомогою комп'ютерних програм та цифрової обробки фото, у 1989 році створив Володимир Харченко. Це візуальні композиції, які згодом він назвав метаграфіями (тобто серединою між фото і графікою), та саунд-арт концерт «Homo soveticus», який згодом транслювався в інтернет-мережі і став частиною мультимедійних композицій.

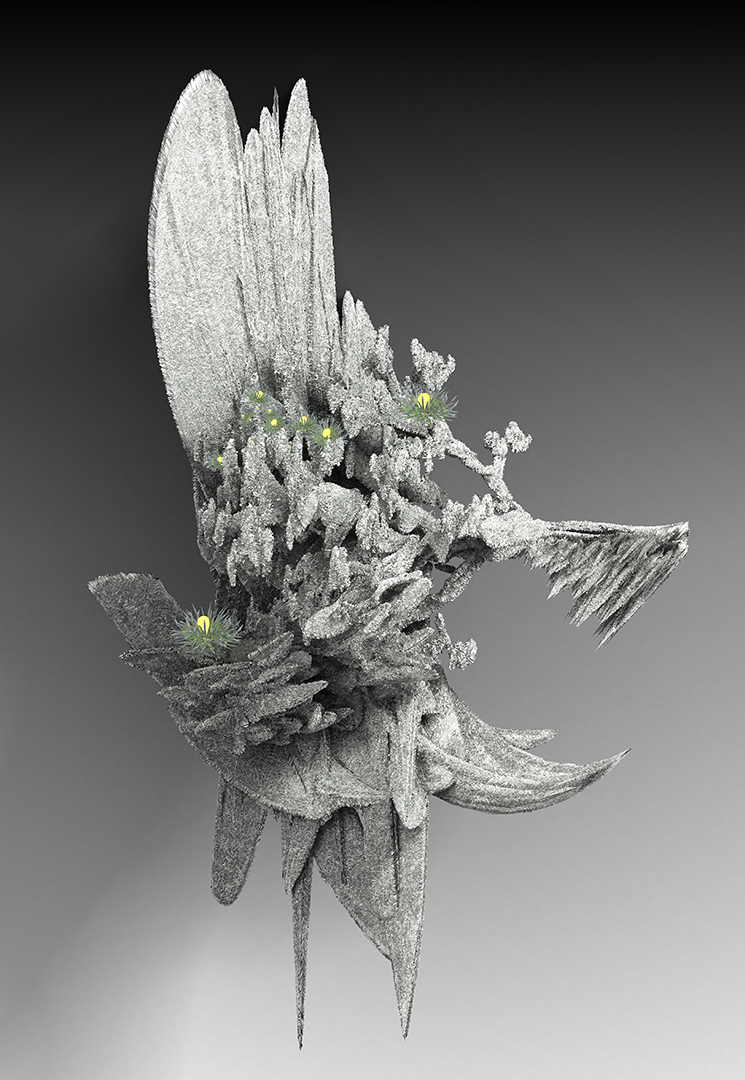
Степан Рябченко. «Chernobyl». Із серії «Комп'ютерні віруси» (2011)

Вперше комп'ютерну анімацію створювали Дмитро Кавсан — «Голови, що розмовляють» (1992) та Ілля Ісупов — «Жага» (1998). Комп'ютерна графіка (растрова) охоплює як твори, повністю створені за допомогою програм, так і частково оброблені на комп'ютері зображення з інших цифрових носіїв (фото, відео, сканування, ксерокс тощо). До таких належать цифрові роботи художників різних поколінь: серії «Віртуальне малярство» Анатолія Федірко (1994) (мультипроєкція і цифровий друк), Володимира Мельниченка й Ади Рибачук «Крик птаха» (1999); Арсена Савадова «Колективне червоне» (1999), Олени Голуб «Сигнали неточного часу» (2003); Олега Тістола і Миколи Маценка «Матір міст» (2005); Антона Соломухи україно-французького художника, «Червоний Капелюшок відвідала Лувр» (2008); Алевтини Кахідзе «Необмежене» (2008) та ін.

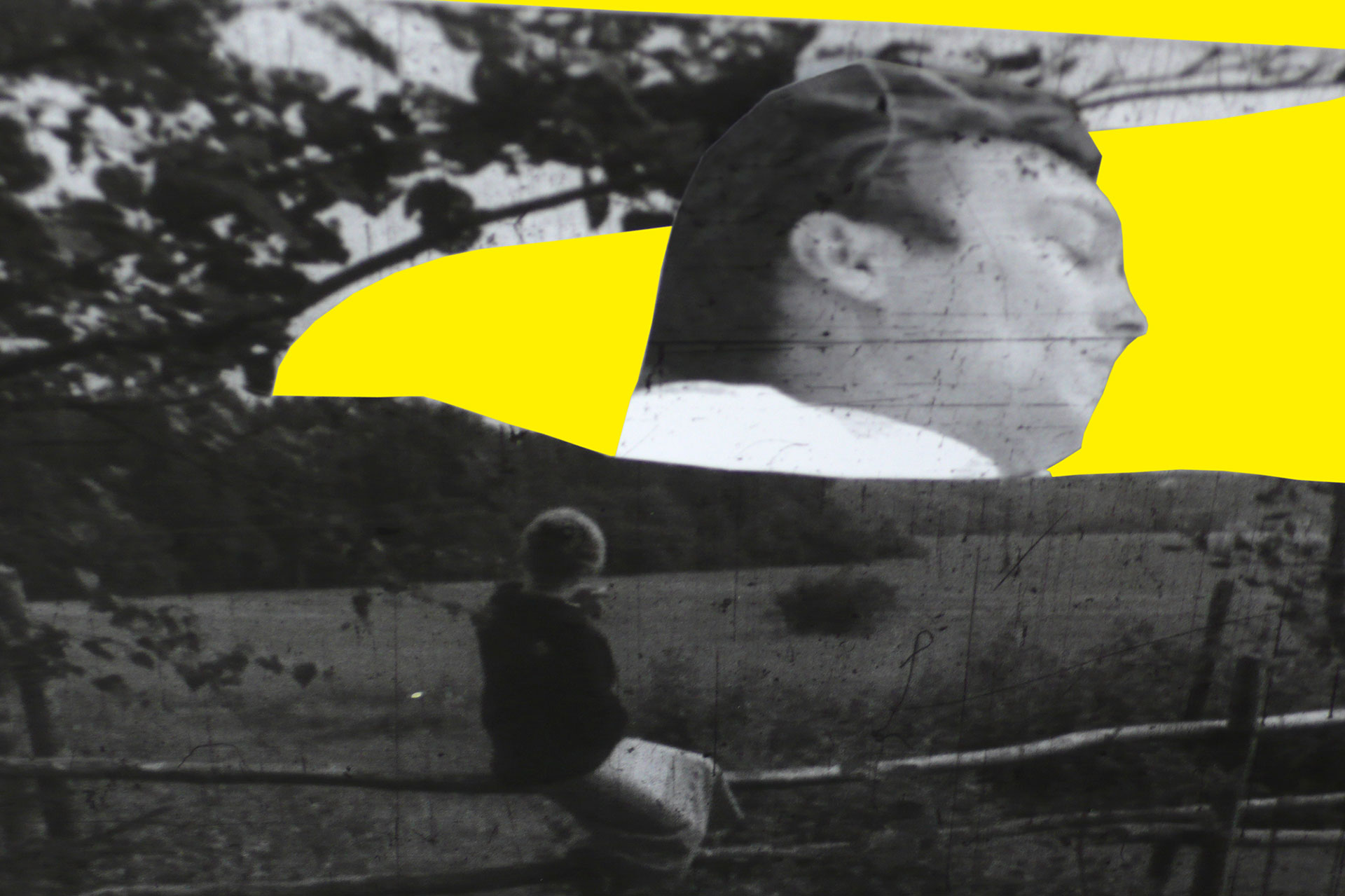
Сергій Святченко. «Дзеркало до Дзеркала». Присвячується Андрію Тарковському, фотоколаж (2008)

Нові технології нерідко суміщають з традиційними, створюючи особливі мультимедійні твори. Так, 1993 році Київському планетарії здійснили мультимедійну інсталяцію «3/3» Гліб Вишеславський, Ганна Сидоренко й Сергій Якунін (енвайронмент, звук, слайдпроєкція), яка в темному триповерховому просторі всебічно охоплювала глядача й налаштовувала на осмислення буття та історії. Принцип мультимедійності був покладений в основу експозицій «Жорна часу» Віктора Сидоренка на 50-й Венеційській бієнале у 2003 році (живопис, фото, інсталяція, відео, звук) та «Парламент» Бориса Михайлова на 57 Венеційській бієнале у 2017 році (цифровий друк, інсталяція, звук).
Важливою частиною медіа-арту є відео (яке в деяких країнах розглядають окремо). Одним з найперших жанрів відео-арту вважають документацію швидкоплинних художніх подій та акцій. До таких належить зйомка просторових творів «Брама сонця» (1989) Гліба Вишеславського (філософічно-медитативне відео); «Мистецтво у космосі» (1993) Ігоря Подольчака та Ігора Дюріча (у невагомості космічної станції «Мир» злітала графіка художника, демонструючи розширення культурного простору людства. Відео вперше представляло Україну на Бієнале мистецтв у Сан-Паулу (Бразилія)); «Пожертва богу війни» (1995) Бориса й Вікторії Михайлових та Сергія Солонського (акція зі збирання сміття уздовж залізниці); «Скринька для трьох літер» (1995) Бориса Михайлова; «Банка супу» (2004) Сергія Браткова (соціально загострене відео).
Нове покоління у комп'ютерному мистецтві України представляє художник Степан Рябченко. Його доробок охоплює цифрове мистецтво, концептуальну архітектуру, скульптуру і світлові інсталяції. Насамперед,  Рябченко відомий своїми монументальними роботами і відео-інсталяціями, в яких створює цифровий всесвіт зі своїми героями і міфологією, а також візуалізацією неіснуючих образів, як-от комп'ютерні віруси, електронні вітри, віртуальні квіти тощо.